# Лізосома

Схема будови тваринної клітини, лізосома позначена цифрою 12

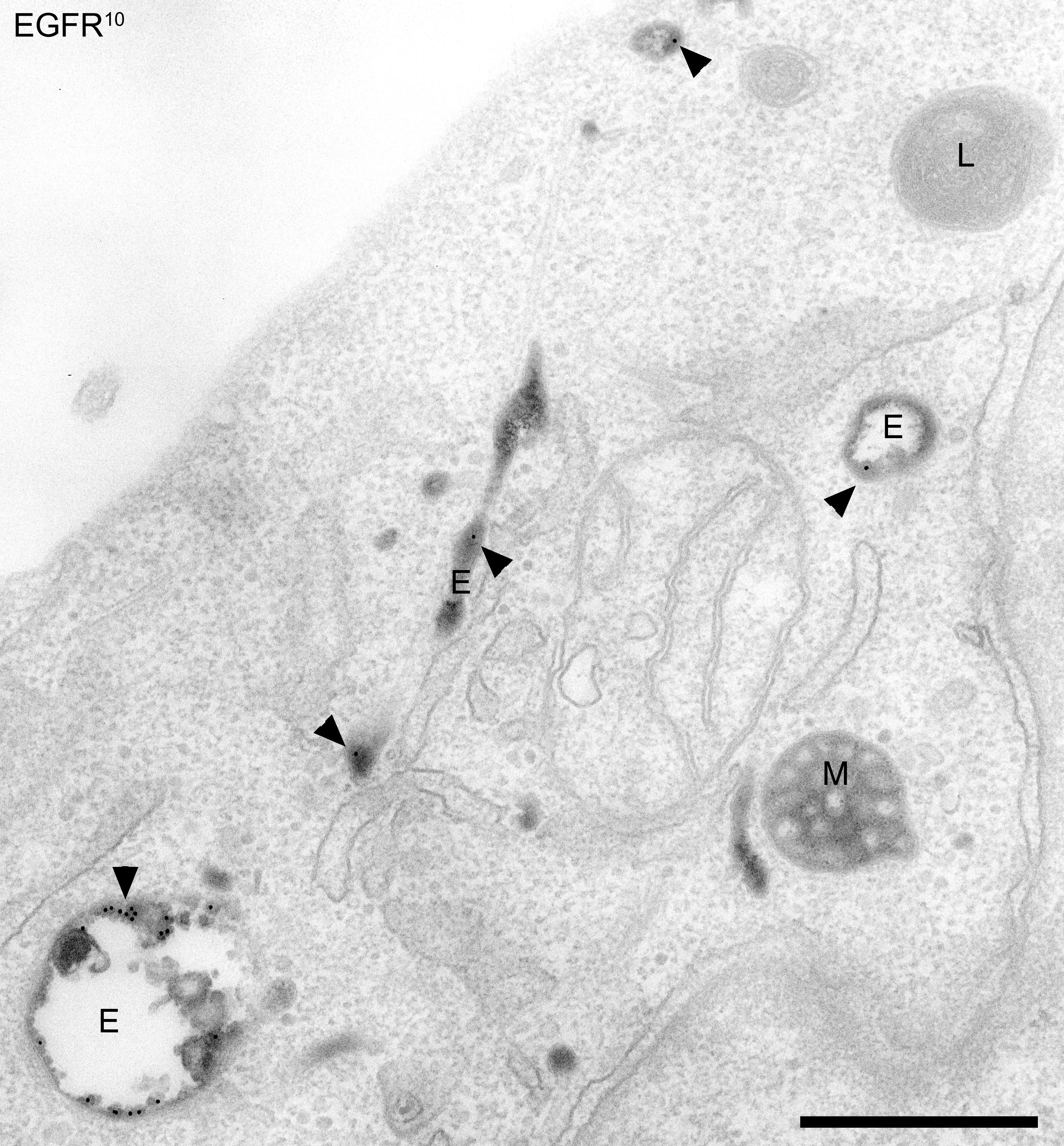
Компартменти ендоцитозного шляху у клітині HeLa. Лізосома позначена буквою L. (ТЕМ)

Лізосо́ма (від дав.-гр. λύσις — розчинення та sōma — тіло) — одномембранна органела, що містить гідролітичні ферменти і виконує функцію внутрішньоклітинного розщеплення макромолекул. Лізосоми були відкриті бельгійським цитологом Крістіаном де Дювом в 1955 році.
Лізосоми виконують у клітині такі функції: розщеплення внутрішньо- та позаклітинних відходів, та старих органел, знищення патогенних мікроорганізмів, забезпечення клітини поживними речовинами.

## Ферменти лізосом
Лізосоми містять більше 40 різних кислих гідролаз, зокрема протеази, нуклеази, ліпази, фосфоліпази, фосфатази, сульфатази. Оптимум pH для цих ферментів лежить у межах 4,5—5, саме така кислотність підтримується всередині лізосом. Окрім того, протеази проявляють максимальну активність тільки після обмеженого протеолізу. Біологічне значення таких особливостей полягає у захисті цитоплазми клітини від розщеплення ферментами лізосом. Навіть якщо мембрана, що відмежовує цей компартмент, з якихось причин втратить цілісність гідролази не будуть активними у цитозолі із pH близько 7,2.

## Лізосомальна мембрана
Мембрана лізосом характеризується високим рівнем глікозилювання білків, що входять до її складу. Таким чином вони захищені від дії протеаз у просвіті лізосоми. Також в цих мембранах наявна велика кількість транспортних білків, що переносять кінцеві продукти розщеплення, такі як амінокислоти та прості цукри, у цитоплазму. Вакуолярна H+-АТФаза у мембрані лізосом використовує енергію, що виділяється під час розщеплення АТФ, для транспорту протонів у їх просвіт. Це необхідно не тільки для підтримання низьких значень pH, але й для створення потенціалу H+, що може бути використаний для перенесення малих метаболітів через мембрану.

## Гетерогенність лізосом
Лізосоми були вперше відкриті як окремий компартмент із набором особливих біохімічних характеристик завдяки методу фракціонування клітинних екстрактів. Тільки пізніше їх вдалось побачити за допомогою електронного мікросокопа. Лізосоми надзвичайно різноманітні за формою та функціями, проте їх можна відрізнити від інших органел використовуючи специфічні антитіла або гістохімічні методи. Використовуючи такі підходи лізосоми вдалось виявити у всіх еукаріотичних організмів.
У рослин функції лізосом виконують вакуолі, які зазвичай займають від 30 до 90 % об'єму клітини. Із лізосомами їх споріднює наявність гідролітичних ферментів низькі значення pH вмісту, проте окрім травлення ці органели відіграють роль у багатьох процесах, і часто в одній клітині наявні вакуолі різного призначення.
У тваринних клітинах лізосоми пов'язані спільним циклом дозрівання із ендосомами. Пізні ендосоми містять матеріал захоплений мембраною в процесі ендоцитозу, а також новосинтезовані гідролітичні ферменти. Вони зливаються із лізосомами і формують структури, які називають ендолізосомами, останні зливаються між собою. Тільки після того, як в ендолізсомах перетравлюється більшість поглинутого матеріалу, вони стають невеликим сферичними і щільними, тобто перетворюються у «класичні» лізосоми, які знову можуть вступати в цикл зливаючись із ендосомами або ендолізосомами.

## Утворення
Травні ферменти, що містяться всередині лізосом, у своїй більшості синтезуються на рибосомах шорсткого ендоплазматичного ретикулуму, звідти транспортуються у везикулах до апарату Гольджі, де відсортовуються в окремі мембранні пухирці, що відшнуровоються від його транс-сторони. Натомість субстрати для перетравлення доставляються у лізосоми як мінімум трьома різними шляхами: від ендосом, автофагосом та фагосом.
Найкраще вивчений шлях деградації субстратів, що захоплюються клітиною у процесі ендоцитозу. Ці речовини у маленьких везикулах надходять до ранніх ендосом, що містять невелику кількість гідролітичних ферментів, які походять із апарату Гольджі. Ранні ендосоми перетворюються у пізні ендосоми із зниженим pH (близько 6) і більшою кількістю гідролаз, тут розпочинається травлення. Пізні ендосоми зливаються із лізосомами з утворенням ендолізосом, які після завершення травлення знову перетворюються у лізосоми. При цьому білки, характерні для ендосом, селективно збираються із мембран і транспортуються спеціальними везикулами до ендосом або мережі транс-Гольджі.
У випадку автофагії, до функцій якої належить знешкодження старих та несправних органел і забезпечення клітини поживними речовинами за умов голодування, субстрат призначений для розщеплення спершу оточується подвійною мембраною з утворенням автофагосоми. Пізніше ця везикула зливається із лізосомою, де і відбувається перетравлення.
Третій шлях характерний для клітин спеціалізованих на фагоцитозі великих частинок та мікроорганізмів. Фагосоми, що утворюються при цьому, мають таку ж долю, як і автофагосоми.